# Polícia da Aeronáutica

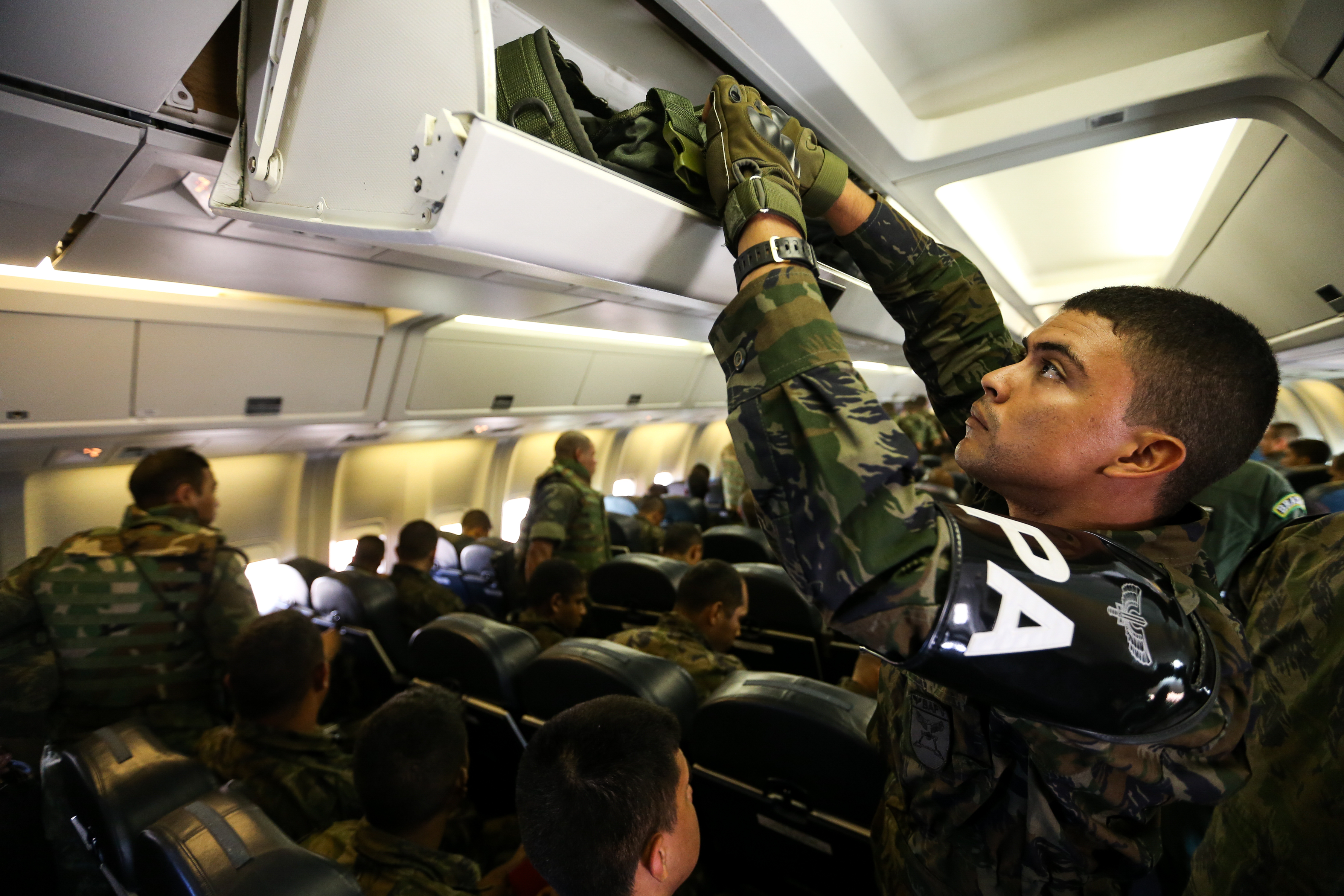
Policial da Aeronáutica embarcando com destino ao Rio de Janeiro.

A Polícia da Aeronáutica é uma fração de tropa da Infantaria da Aeronáutica organizada para emprego em missões de polícia no âmbito da Força Aérea Brasileira.
As frações de Polícia da Aeronáutica, normalmente, estão agrupadas em Companhias de Polícia e/ou Pelotões e se identificam, normalmente, pela braçadeira com a inscrição "PA" e um  cordel branco" no braço direito. 
A sua criação desenvolve-se após a Segunda Guerra Mundial. Antes da sua criação, a guarnição de bases era realizada pela própria infantaria. Em 1946, com o decreto-lei nº9.889, de 16 de Setembro de 1946, seriam criadas unidades de Polícia Militar em cada Quartel General de cada Comando de Zona Aérea. A mesma sofreria várias mudanças até aos anos 80, sendo em 1983 a criação dos atuais batalhões de Polícia da Aeronáutica conhecidos.
Os militares da Polícia da Aeronáutica ainda são responsáveis pelo controle, registro e emissão de passes (de pessoas e veiculares) que permitem a entrada nos portões de acesso, seguindo as Normas Operacionais do Sistema de Segurança e Defesa, NOSDE, do COMGAR, escolta de presos da justiça militar, controle de distúrbios, motopoliciamento, escolta de motocicletas militares, operações com cães, polícia montada, cerimonial, patrulhas,  controle de trânsito de vias internas, segurança ostensiva de autoridades e de eventos internos, segurança de aeronaves e de aeródromos. Ocasionalmente, a Polícia da Aeronáutica age em operações de combate ao tráfico em aeroportos civis.

## Atribuições
A Polícia da Aeronáutica tem como funções:
- Prevenir os crimes em geral;
- Manter a segurança das organizações militares da FAB;
- Efetuar o controle de trânsito nas áreas militares;
- Fazer a segurança de altas autoridades e a escolta de comboios militares;
- Colaborar nas investigações criminais, no que for cabível;
- Assegurar a guarda de presos a disposição da Justiça Militar;
- Controlar distúrbios nas áreas do Comando da Aeronáutica;
- Efetuar a prisão de desertores e prisioneiros foragidos;
- Operações com cães;
- Operações com motocicletas;
- Controle de distúrbios civis;
- Confecção de passes de ingresso
- Operações Especiais